# 871
سنة 871 م كانت سنة بسيطة تبدأ يوم الإثنين (الرابط يظهر نموذج التقويم الكامل للسنة) من التقويم اليولياني. بدأت تسمية السنة ب871 منذ العصور الوسطى المبكرة، عندما أصبح تقويم أنو دوميني هو الأسلوب السائد في أوروبا لتسمية السنوات.

## مواليد
- غارسيا الأول ملك ليون

## وفيات
- فضل الشاعرة شاعرة عراقية
- يحيى بن معاذ الرازي أحد علماء أهل السنة والجماعة
- سعيد بن أحمد الباهلي من الثوار على الخليفة أحمد المعتمد على الله العباسي.